# São Pedro (Manteigas)
São Pedro es una freguesia portuguesa del concelho de Manteigas, con 63,01 km² de superficie y 1.764 habitantes (2001). Su densidad de población es de 28,0 hab/km².